# Я нормально супер гуд
«Я нормально супер гуд» (нім. Russendisko) — німецька комедія режисера Олівера Цігенбальга, що вийшла 2012 року. У головних ролях Маттіас Швайгхьофер, Фрідріх Мюке і Крістіан Фрідель. Стрічка знята на основі роману «Russendisko» Володимира Камінера.
Сценаристом був Олівер Цігенбальг, продюсерами — Артур Кон, Крістоф Гангайзер та інші. Вперше фільм продемонстрували 29 березня 2012 року у Німеччині. В Україні у кінопрокаті прем'єра фільму відбулась 24 січня 2013.

## Сюжет
Скориставшись переломним моментом в історії Східної Європи, троє молодих людей емігрують влітку 1990 з Радянського Союзу до Німеччини. У Східному Берліні вони починають нове життя.

## У ролях
| Актор               | Персонаж                               | Роль |
| ------------------- | -------------------------------------- | ---- |
| Маттіас Швайгхьофер | Владімір Камінер нім. Wladimir Kaminer |      |
| Фрідріх Мюке        | Міша нім. Mischa                       |      |
| Крістіан Фрідель    | Андрей нім. Andrej                     |      |
| Пері Баумайстер     | Ольга нім. Olga                        |      |
| Сюзанна Борман      | Ганна нім. Hanna                       |      |

## Сприйняття

### Критика
Фільм отримав здебільшого позитивні відгуки: Rotten Tomatoes дав оцінку 80% на основі 32 відгуків від глядачів, Internet Movie Database — 5,6/10 (1 149 голосів).

### Нагороди і номінації[6]
| Рік  | Нагорода                                  | Категорія                | Номінант                   | Результат |
| ---- | ----------------------------------------- | ------------------------ | -------------------------- | --------- |
| 2013 | Skip City International D-Cinema Festival | головна нагорода         | стрічка, Олівер Цігенбальг | Номінація |
| 2013 | Німецька кінопремія                       | приз глядацьких симпатій | стрічка                    | Номінація |

### Виноски
1. 1 2  Russendisko: Release Info (англ.). Internet Movie Database. Процитовано 1 жовтня 2014.
2. 1 2  Я нормально супер гуд. Kino-teatr.ua. Процитовано 1 жовтня 2014.
3. 1 2  Russendisko (англ.). Internet Movie Database. Процитовано 1 жовтня 2014.
4. 1 2  Russendisko: Full Cast & Crew (англ.). Internet Movie Database. Процитовано 1 жовтня 2014.
5. ↑  Russendisko (англ.). Rotten Tomatoes. Процитовано 1 жовтня 2014.
6. ↑  Olympus Has Fallen: Awards (англ.). Internet Movie Database. Процитовано 27 вересня 2014.